# سفارة النمسا في رومانيا
سفارة النمسا في رومانيا هي أرفع تمثيل دبلوماسي لدولة النمسا لدى رومانيا. تقع السفارة في بوخارست وهي تهدف لتعزيز المصالح النمساوية في رومانيا.

## وصلات خارجية
- قائمة سفارات النمسا
- قائمة السفارات في رومانيا